# Nagy-Britannia az 1988. évi nyári olimpiai játékokon
Nagy-Britannia a dél-koreai Szöulban megrendezett 1988. évi nyári olimpiai játékok egyik részt vevő nemzete volt. Az országot az olimpián 22 sportágban 347 sportoló képviselte, akik összesen 24 érmet szereztek.

## Érmesek
| Érem  | Versenyző | Sportág       | Versenyszám                    |
| ----- | --- | ------------- | ------------------------------ |
| Arany | Andy Holmes Steve Redgrave | Evezés        | Férfi kormányos nélküli kettes |
| Arany | Nemzeti válogatott Ian C. B. Taylor Veryan Pappin David Faulkner Paul Barber Sam Martin Jon Potter Richard Dodds Martyn Grimley Steve Batchelor Richard Leman Jimmy Kirkwood Kulbir Bhaura Sean Kerly Robert Clift Imran Sherwani Russell Garcia | Gyeplabda     | Férfi                          |
| Arany | Malcolm Cooper | Sportlövészet | Férfi sportpuska összetett     |
| Arany | Adrian Moorhouse | Úszás         | Férfi 100 m mell               |
| Arany | Mike McIntyre Bryn Vaile | Vitorlázás    | Csillaghajó                    |
| Ezüst | Linford Christie | Atlétika      | Férfi 100 m                    |
| Ezüst | Peter Elliott | Atlétika      | Férfi 1500 m                   |
| Ezüst | Colin Jackson | Atlétika      | Férfi 110 m gát                |
| Ezüst | Elliot Bunney John Regis Mike McFarlane Linford Christie Clarence Callender | Atlétika      | Férfi 4 × 100 m váltó          |
| Ezüst | Liz McColgan | Atlétika      | Női 10 000 m                   |
| Ezüst | Fatima Whitbread | Atlétika      | Női gerelyhajítás              |
| Ezüst | Ian Stark | Lovaglás      | Egyéni lovastusa               |
| Ezüst | Ian Stark Virginia Holgate-Leng Karen Straker-Dixon Mark Phillips | Lovaglás      | Csapat lovastusa               |
| Ezüst | Alister Allan | Sportlövészet | Férfi sportpuska összetett     |
| Ezüst | Nick Gillingham | Úszás         | Férfi 200 m mell               |
| Bronz | Mark Rowland | Atlétika      | Férfi 3000 m akadály           |
| Bronz | Yvonne Murray | Atlétika      | 3000 m                         |
| Bronz | Dennis Stewart | Cselgáncs     | Férfi félnehézsúly             |
| Bronz | Andy Holmes Steve Redgrave Patrick Sweeney | Evezés        | Férfi kormányos kettes         |
| Bronz | Steven Hallard Richard Priestman Leroy Watson | Íjászat       | Férfi csapat                   |
| Bronz | Virginia Holgate-Leng | Lovaglás      | Egyéni lovastusa               |
| Bronz | Richie Woodhall | Ökölvívás     | Nagyváltósúly                  |
| Bronz | Richard Phelps Dominic Mahony Graham Brookhouse | Öttusa        | Csapat                         |
| Bronz | Andy Jameson | Úszás         | Férfi 100 m pillangó           |

## Asztalitenisz
Férfi
| Versenyző                  | Versenyszám | Csoportkör | Csoportkör | Nyolcaddöntő                                   | Negyeddöntő       | Elődöntő          | Döntő             | Helyezés |
| Versenyző                  | Versenyszám | Ellenfél Eredmény | Hely.      | Ellenfél Eredmény                              | Ellenfél Eredmény | Ellenfél Eredmény | Ellenfél Eredmény | Helyezés |
| -------------------------- | ----------- | --- | ---------- | ---------------------------------------------- | ----------------- | ----------------- | ----------------- | -------- |
| Desmond Douglas            | Egyes       | F csoport · Ashraf Helmy (EGY) · 3:0 · Erik Lindh (SWE) · 0:3 · Raymundo Fermín (DOM) · 3:0 · Huang Huj-csie (Huang Huei-Chieh) (TPE) · 3:1 · Farjad Saif (PAK) · 3:0 · Zoran Kalinić (YUG) · 3:0 · Cláudio Kano (BRA) · 3:1 | 2.         | Csiang Csia-liang (Jiang Jialiang) (CHN) · 1:3 | kiesett           | kiesett           | kiesett           | 9.       |
| Alan Cooke                 | Egyes       | A csoport · Jean-Michel Saive (BEL) · 3:0 · Sean O’Neill (USA) · 3:0 · Carlos Kawai (BRA) · 3:0 · Csiang Csia-liang (Jiang Jialiang) (CHN) · 0:3 · Klampár Tibor (HUN) · 1:3 · Jean-Philippe Gatien (FRA) · 3:1 · Lotfi Joudi (TUN) · 3:0 | 3.         | kiesett                                        | kiesett           | kiesett           | kiesett           | 17.      |
| Carl Prean                 | Egyes       | G csoport · Vong Vong Ju (HKG) · 3:0 · Joe Ng (CAN) · 3:1 · Mario Álvarez (DOM) · 3:1 · Ju Namgju (Yu Nam-Gyu) (KOR) · 1:3 · Leszek Kucharski (POL) · 0:3 · Jindřich Panský (TCH) · 2:3 · Mourad Sta (TUN) · 3:0 | 4.         | kiesett                                        | kiesett           | kiesett           | kiesett           | 25.      |
| Desmond Douglas Sky Andrew | Páros       | B csoport · NSZK (FRG) · Georg Böhm · Jürgen Rebel · 2:1 · Dominikai Köztársaság (DOM) · Mario Álvarez · Raymundo Fermín · 2:0 · Svédország (SWE) · Jan-Ove Waldner · Mikael Appelgren · 2:0 · Dél-Korea (KOR) · Kim Githek (Kim Gi-Taek) · Kim Van (Kim Wan) · 0:2 · Új-Zéland (NZL) · Barry Griffiths · Peter Jackson · 2:0 · Tajvan (TPE) · Csi Csin-lung (Chih Chin-Long) · Csi Csin-suj (Chih Chin-Shui) · 2:1 · Ausztria (AUT) · Yi Ding · Gottfried Bär · 1:2 | 3.         |                                                | kiesett           | kiesett           | kiesett           | 9.       |
| Alan Cooke Carl Prean      | Páros       | A csoport · Magyarország (HUN) · Klampár Tibor · Kriston Zsolt · 2:0 · India (IND) · Kamlesh Mehta · Sujay Ghorpade · 2:0 · Hongkong (HKG) · Chan Chi Ming · Liu Fuk Man · 2:0 · Kína (CHN) · Csen Lung-can (Chen Longcan) · Iszeki Szeikó · 0:2 · Svédország (SWE) · Erik Lindh · Jörgen Persson · 0:2 · Japán (JPN) · Ono Szeidzsi · Mijazaki Josihito · 0:2 · Tunézia (TUN) · Mourad Sta · Sofiane Ben Letaief · 2:1                                              | 4.         |                                                | kiesett           | kiesett           | kiesett           | 13.      |

## Atlétika
Férfi
| Versenyző                                                                   | Versenyszám     | Előfutam      | Előfutam      | Előfutam      | Negyeddöntő | Negyeddöntő | Negyeddöntő | Elődöntő      | Elődöntő      | Elődöntő      | Döntő         | Döntő         |
| Versenyző                                                                   | Versenyszám     | Idő           | Hely.         | Össz.         | Idő         | Hely.       | Össz.       | Idő           | Hely.         | Össz.         | Idő           | Helyezés      |
| --------------------------------------------------------------------------- | --------------- | ------------- | ------------- | ------------- | ----------- | ----------- | ----------- | ------------- | ------------- | ------------- | ------------- | ------------- |
| Linford Christie                                                            | 200 m           | 21,05         | 1.            | 21.           | 20,49       | 1.          | 3.          | 20,33         | 2.            | 4.            | 20,09         | 4.            |
| Linford Christie                                                            | 100 m           | 10,19         | 1.            | 2.            | 10,11       | 1.          | 2.          | 10,11         | 1.            | 2.            | 9,97          |               |
| Barrington Williams                                                         | 100 m           | 10,51         | 3.            | 31.***        | 10,55       | 7.          | 36.**       | kiesett       | kiesett       | kiesett       | kiesett       | kiesett       |
| John Regis                                                                  | 100 m           | 10,76         | 4.            | 65.*          | kiesett     | kiesett     | kiesett     | kiesett       | kiesett       | kiesett       | kiesett       | kiesett       |
| John Regis                                                                  | 200 m           | 20,90         | 1.            | 13.           | 20,61       | 2.          | 8.          | 20,69         | 7.            | 13.           | kiesett       | kiesett       |
| Michael Rosswess                                                            | 200 m           | 20,95         | 2.            | 16.           | 20,74       | 3.          | 13.         | 20,51         | 4.            | 7.            | 20,51         | 7.            |
| Brian Whittle                                                               | 400 m           | 46,07         | 1.            | 12.           | 45,22       | 3.          | 12.         | 46,07         | 8.            | 15.           | kiesett       | kiesett       |
| Todd Bennett                                                                | 400 m           | 46,37         | 1.            | 20.*          | 45,96       | 6.          | 24.         | kiesett       | kiesett       | kiesett       | kiesett       | kiesett       |
| Steve Cram                                                                  | 1500 m          | 3:40,89       | 1.            | 9.            |             |             |             | 3:38,30       | 2.            | 4.            | 3:36,24       | 4.            |
| Steve Cram                                                                  | 800 m           | 1:47,77       | 2.            | 18.           | 1:46,47     | 6.          | 12.         | kiesett       | kiesett       | kiesett       | kiesett       | kiesett       |
| Tom McKean                                                                  | 800 m           | 1:47,24       | 2.            | 10.           | kizárták    | kizárták    | kizárták    | kiesett       | kiesett       | kiesett       | kiesett       | kiesett       |
| Peter Elliott                                                               | 800 m           | 1:46,83       | 1.            | 5.            | 1:46,61     | 2.          | 15.*        | 1:44,94       | 4.            | 6.            | 1:44,12       | 4.            |
| Peter Elliott                                                               | 1500 m          | 3:38,60       | 3.            | 3.            |             |             |             | 3:38,56       | 3.            | 6.*           | 3:36,15       |               |
| Steve Crabb                                                                 | 1500 m          | 3:41,12       | 3.            | 12.           |             |             |             | 3:39,55       | 9.            | 15.           | kiesett       | kiesett       |
| Jack Buckner                                                                | 5000 m          | 13:43,69      | 10.           | 10.           |             |             |             | 13:23,17      | 7.            | 7.            | 13:23,85      | 6.            |
| Gary Staines                                                                | 5000 m          | 13:47,81      | 1.            | 15.           |             |             |             | 13:24,51      | 4.            | 11.           | 13:55,00      | 13.           |
| Eamonn Martin                                                               | 5000 m          | 13:58,00      | 1.            | 24.           |             |             |             | 13:26,26      | 9.            | 17.           | kiesett       | kiesett       |
| Eamonn Martin                                                               | 10 000 m        | 28:25,46      | 5.            | 17.           |             |             |             |               |               |               | nem ért célba | nem ért célba |
| Steve Binns                                                                 | 10 000 m        | 28:52,88      | 13.           | 24.           |             |             |             |               |               |               | kiesett       | kiesett       |
| Mike McLeod                                                                 | 10 000 m        | nem ért célba | nem ért célba | nem ért célba |             |             |             |               |               |               | kiesett       | kiesett       |
| Charlie Spedding                                                            | Maraton         |               |               |               |             |             |             |               |               |               | 2:12:19       | 6.            |
| Dave Long                                                                   | Maraton         |               |               |               |             |             |             |               |               |               | 2:16:18       | 21.           |
| Kevin Forster                                                               | Maraton         |               |               |               |             |             |             |               |               |               | 2:20:45       | 33.           |
| Colin Jackson                                                               | 110 m gát       | 13,50         | 1.            | 4.            | 13,37       | 1.          | 2.          | 13,55         | 3.            | 6.            | 13,28         |               |
| Jon Ridgeon                                                                 | 110 m gát       | 13,75         | 2.            | 6.*           | 13,74       | 3.          | 13.         | 13,68         | 4.            | 8.            | 13,52         | 5.            |
| Tony Jarrett                                                                | 110 m gát       | 13,45         | 2.            | 2.*           | 13,59       | 1.          | 5.          | 13,56         | 4.            | 7.            | 13,54         | 6.            |
| Kriss Akabusi                                                               | 400 m gát       | 49,62         | 2.            | 6.            |             |             |             | 49,22         | 4.            | 9.            | 48,69         | 6.            |
| Phil Harries                                                                | 400 m gát       | 50,81         | 5.            | 25.           |             |             |             | kiesett       | kiesett       | kiesett       | kiesett       | kiesett       |
| Max Robertson                                                               | 400 m gát       | 50,67         | 5.            | 24.           |             |             |             | kiesett       | kiesett       | kiesett       | kiesett       | kiesett       |
| Mark Rowland                                                                | 3000 m akadály  | 8:31,40       | 2.            | 3.            |             |             |             | 8:18,31       | 3.            | 9.            | 8:07,96       |               |
| Eddie Wedderburn                                                            | 3000 m akadály  | 8:38,90       | 5.            | 19.           |             |             |             | 8:28,62       | 10.           | 19.           | kiesett       | kiesett       |
| Roger Hackney                                                               | 3000 m akadály  | 8:39,30       | 8.            | 20.           |             |             |             | nem ért célba | nem ért célba | nem ért célba | kiesett       | kiesett       |
| Ian McCombie                                                                | 20 km gyaloglás |               |               |               |             |             |             |               |               |               | 1:22:03       | 13.           |
| Chris Maddocks                                                              | 20 km gyaloglás |               |               |               |             |             |             |               |               |               | 1:23:46       | 24.           |
| Les Morton                                                                  | 50 km gyaloglás |               |               |               |             |             |             |               |               |               | 3:59:30       | 27.           |
| Paul Blagg                                                                  | 50 km gyaloglás |               |               |               |             |             |             |               |               |               | 4:00:07       | 28.           |
| Elliot Bunney John Regis Mike McFarlane Linford Christie Clarence Callender | 4 × 100 m váltó | 39,17         | 2.            | 7.            |             |             |             | 38,52         | 2.            | 2.            | 38,28         |               |
| Brian Whittle Kriss Akabusi Todd Bennett Phil Brown Paul Harmsworth         | 4 × 400 m váltó | 3:04,18       | 2.            | 4.            |             |             |             | 3:04,60       | 3.            | 9.            | 3:02,00       | 5.            |

| Versenyző        | Versenyszám   | Selejtező                | Selejtező                | Döntő    | Döntő    |
| Versenyző        | Versenyszám   | Eredmény                 | Helyezés                 | Eredmény | Helyezés |
| ---------------- | ------------- | ------------------------ | ------------------------ | -------- | -------- |
| Dalton Grant     | Magasugrás    | 228 cm                   | 5.*                      | 231 cm   | 7.**     |
| Geoff Parsons    | Magasugrás    | 228 cm                   | 3.                       | 215 cm   | 16.      |
| Floyd Manderson  | Magasugrás    | 219 cm                   | 24.                      | kiesett  | kiesett  |
| Andy Ashurst     | Rúdugrás      | érvényes kísérlet nélkül | érvényes kísérlet nélkül | kiesett  | kiesett  |
| Mark Forsythe    | Távolugrás    | 777 cm                   | 12.                      | 754 cm   | 12.      |
| Stewart Faulkner | Távolugrás    | 774 cm                   | 13.                      | kiesett  | kiesett  |
| John King        | Távolugrás    | 757 cm                   | 23.                      | kiesett  | kiesett  |
| Vernon Samuels   | Hármasugrás   | 16,28 m                  | 13.                      | kiesett  | kiesett  |
| John Herbert     | Hármasugrás   | 16,18 m                  | 16.                      | kiesett  | kiesett  |
| Jonathan Edwards | Hármasugrás   | 15,88 m                  | 23.                      | kiesett  | kiesett  |
| Paul Edwards     | Súlylökés     | 17,28 m                  | 19.                      | kiesett  | kiesett  |
| Paul Mardle      | Diszkoszvetés | 58,28 m                  | 20.                      | kiesett  | kiesett  |
| Mick Jones       | Kalapácsvetés | 70,38 m                  | 22.                      | kiesett  | kiesett  |
| Dave Smith       | Kalapácsvetés | 69,12 m                  | 23.                      | kiesett  | kiesett  |
| Matt Mileham     | Kalapácsvetés | 62,42 m                  | 28.                      | kiesett  | kiesett  |
| Dave Ottley      | Gerelyhajítás | 80,98 m                  | 4.                       | 76,96 m  | 11.      |
| Mick Hill        | Gerelyhajítás | 77,20 m                  | 20.                      | kiesett  | kiesett  |
| Roald Bradstock  | Gerelyhajítás | 75,96 m                  | 25.                      | kiesett  | kiesett  |

| Versenyző      | Versenyszám | 100 m | 100 m | Távolugrás | Távolugrás | Súlylökés | Súlylökés | Magasugrás | Magasugrás | 400 m | 400 m | 110 m gát | 110 m gát | Diszkoszvetés | Diszkoszvetés | Rúdugrás | Rúdugrás | Gerelyhajítás | Gerelyhajítás | 1500 m  | 1500 m | Végeredmény | Végeredmény |
| Versenyző      | Versenyszám | Idő   | Pont  | Eredmény   | Pont       | Eredmény  | Pont      | Eredmény   | Pont       | Idő   | Pont  | Idő       | Pont      | Eredmény      | Pont          | Eredmény | Pont     | Eredmény      | Pont          | Idő     | Pont   | Pont        | Helyezés    |
| -------------- | ----------- | ----- | ----- | ---------- | ---------- | --------- | --------- | ---------- | ---------- | ----- | ----- | --------- | --------- | ------------- | ------------- | -------- | -------- | ------------- | ------------- | ------- | ------ | ----------- | ----------- |
| Daley Thompson | Tízpróba    | 10,62 | 947   | 738 cm     | 905        | 15,02 m   | 791       | 203 cm     | 831        | 49,06 | 858   | 14,72     | 884       | 44,80 m       | 763           | 490 cm   | 880      | 64,04 m       | 799           | 4:45,11 | 648    | 8306        | 4.          |
| Alex Kruger    | Tízpróba    | 11,30 | 795   | 697 cm     | 807        | 13,23 m   | 681       | 215 cm     | 944        | 49,98 | 816   | 15,38     | 804       | 38,72 m       | 639           | 460 cm   | 790      | 54,34 m       | 653           | 4:37,84 | 694    | 7623        | 24.         |
| Greg Richards  | Tízpróba    | 11,50 | 753   | 709 cm     | 835        | 12,94 m   | 664       | 182 cm     | 644        | 49,27 | 849   | 15,56     | 783       | 42,32 m       | 712           | 450 cm   | 760      | 53,50 m       | 641           | 4:53,85 | 596    | 7237        | 30.         |

Női
| Versenyző                                                           | Versenyszám     | Előfutam | Előfutam | Előfutam | Negyeddöntő | Negyeddöntő | Negyeddöntő | Elődöntő | Elődöntő | Elődöntő | Döntő    | Döntő    |
| Versenyző                                                           | Versenyszám     | Idő      | Hely.    | Össz.    | Idő         | Hely.       | Össz.       | Idő      | Hely.    | Össz.    | Idő      | Helyezés |
| ------------------------------------------------------------------- | --------------- | -------- | -------- | -------- | ----------- | ----------- | ----------- | -------- | -------- | -------- | -------- | -------- |
| Simone Jacobs                                                       | 200 m           | 23,47    | 4.       | 21.      | 23,38       | 5.          | 23.         | kiesett  | kiesett  | kiesett  | kiesett  | kiesett  |
| Simone Jacobs                                                       | 100 m           | 11,56    | 3.       | 25.*     | 11,31       | 5.          | 19.         | kiesett  | kiesett  | kiesett  | kiesett  | kiesett  |
| Helen Miles                                                         | 100 m           | 11,88    | 6.       | 45.      | kiesett     | kiesett     | kiesett     | kiesett  | kiesett  | kiesett  | kiesett  | kiesett  |
| Paula Dunn                                                          | 100 m           | 11,39    | 3.       | 19.      | 11,37       | 5.          | 22.*        | kiesett  | kiesett  | kiesett  | kiesett  | kiesett  |
| Paula Dunn                                                          | 200 m           | 23,32    | 1.       | 19.      | 23,04       | 4.          | 19.         | 23,14    | 6.       | 14.      | kiesett  | kiesett  |
| Louise Stuart                                                       | 200 m           | 23,61    | 4.       | 28.      | 23,59       | 8.          | 26.*        | kiesett  | kiesett  | kiesett  | kiesett  | kiesett  |
| Linda Keough                                                        | 400 m           | 52,26    | 2.       | 7.*      | 51,91       | 5.          | 15.         | kiesett  | kiesett  | kiesett  | kiesett  | kiesett  |
| Loreen Hall                                                         | 400 m           | 53,13    | 4.       | 23.      | 53,42       | 7.          | 25.         | kiesett  | kiesett  | kiesett  | kiesett  | kiesett  |
| Pat Beckford                                                        | 400 m           | 54,39    | 5.       | 33.      | kiesett     | kiesett     | kiesett     | kiesett  | kiesett  | kiesett  | kiesett  | kiesett  |
| Diane Edwards-Modahl                                                | 800 m           | 2:01,79  | 2.       | 7.       |             |             |             | 1:59,66  | 4.       | 8.       | 2:00,77  | 8.       |
| Shireen Bailey                                                      | 800 m           | 2:02,36  | 3.       | 12.      |             |             |             | 1:59,94  | 6.       | 10.      | kiesett  | kiesett  |
| Shireen Bailey                                                      | 1500 m          | 4:04,65  | 5.       | 5.       |             |             |             |          |          |          | 4:02,32  | 7.       |
| Christina Boxer-Cahill                                              | 1500 m          | 4:05,33  | 6.       | 6.       |             |             |             |          |          |          | 4:00,64  | 4.       |
| Kirsty Wade                                                         | 1500 m          | 4:08,37  | 6.       | 15.      |             |             |             |          |          |          | kiesett  | kiesett  |
| Kirsty Wade                                                         | 800 m           | 2:02,75  | 5.       | 16.      |             |             |             | 2:00,86  | 5.       | 12.      | kiesett  | kiesett  |
| Yvonne Murray                                                       | 3000 m          | 8:43,73  | 2.       | 2.       |             |             |             |          |          |          | 8:29,02  |          |
| Wendy Sly                                                           | 3000 m          | 8:49,71  | 6.       | 15.      |             |             |             |          |          |          | 8:37,70  | 7.       |
| Jill Hunter                                                         | 3000 m          | 8:57,28  | 8.       | 20.      |             |             |             |          |          |          | kiesett  | kiesett  |
| Liz McColgan                                                        | 10 000 m        | 32:11,95 | 1.       | 14.      |             |             |             |          |          |          | 31:08,44 |          |
| Jane Furniss-Shields                                                | 10 000 m        | 32:46,07 | 11.      | 26.      |             |             |             |          |          |          | kiesett  | kiesett  |
| Angela Tooby                                                        | 10 000 m        | 33:26,57 | 16.      | 29.      |             |             |             |          |          |          | kiesett  | kiesett  |
| Angela Pain                                                         | Maraton         |          |          |          |             |             |             |          |          |          | 2:30:51  | 10.      |
| Susan Tooby                                                         | Maraton         |          |          |          |             |             |             |          |          |          | 2:31:33  | 12.      |
| Susan Crehan                                                        | Maraton         |          |          |          |             |             |             |          |          |          | 2:36:57  | 32.      |
| Wendy Jeal                                                          | 100 m gát       | 13,32    | 5.       | 16.*     | 13,32       | 6.          | 17.         | kiesett  | kiesett  | kiesett  | kiesett  | kiesett  |
| Lesley-Ann Skeete                                                   | 100 m gát       | 13,38    | 3.       | 18.      | 13,27       | 7.          | 16.         | 13,23    | 6.       | 12.      | kiesett  | kiesett  |
| Sally Gunnell                                                       | 100 m gát       | 13,26    | 2.       | 15.      | 13,04       | 3.          | 11.         | 13,13    | 6.       | 11.      | kiesett  | kiesett  |
| Sally Gunnell                                                       | 400 m gát       | 55,44    | 3.       | 6.       |             |             |             | 54,48    | 4.       | 6.       | 54,03    | 5.       |
| Elaine McLaughlin                                                   | 400 m gát       | 56,11    | 3.       | 17.*     |             |             |             | 55,91    | 6.       | 12.      | kiesett  | kiesett  |
| Simone Laidlaw                                                      | 400 m gát       | 59,28    | 7.       | 30.      | kiesett     | kiesett     | kiesett     | kiesett  | kiesett  | kiesett  | kiesett  | kiesett  |
| Sallyanne Short Bev Kinch Simone Jacobs Paula Dunn                  | 4 × 100 m váltó | 43,91    | 2.       | 7.       |             |             |             | 43,50    | 6.       | 9.       | kiesett  | kiesett  |
| Linda Keough Jenny Stoute Angela Piggford Sally Gunnell Janet Smith | 4 × 400 m váltó | 3:28,52  | 4.       | 7.       |             |             |             |          |          |          | 3:26,89  | 6.       |

| Versenyző            | Versenyszám   | Selejtező                     | Selejtező | Döntő    | Döntő    |
| Versenyző            | Versenyszám   | Eredmény                      | Helyezés  | Eredmény | Helyezés |
| -------------------- | ------------- | ----------------------------- | --------- | -------- | -------- |
| Diana Elliott-Davies | Magasugrás    | 192 cm                        | 8.**      | 190 cm   | 8.*      |
| Janet Boyle          | Magasugrás    | 192 cm                        | 4.**      | 190 cm   | 12.      |
| Jo Jennings          | Magasugrás    | 190 cm                        | 16.       | kiesett  | kiesett  |
| Fiona May            | Távolugrás    | 666 cm                        | 9.        | 662 cm   | 6.       |
| Kim Hagger           | Távolugrás    | 634 cm (holtverseny) 633 cm   | 17.*      | kiesett  | kiesett  |
| Mary Berkeley        | Távolugrás    | 504 cm                        | 29.       | kiesett  | kiesett  |
| Judy Oakes           | Súlylökés     | 18,34 m                       | 16.       | kiesett  | kiesett  |
| Myrtle Augee         | Súlylökés     | 17,31 m                       | 17.       | kiesett  | kiesett  |
| Yvonne Hanson-Nortey | Súlylökés     | 15,13 m (holtverseny) 14,86 m | 20.       | kiesett  | kiesett  |
| Jackie McKernan      | Diszkoszvetés | 50,92 m                       | 18.       | kiesett  | kiesett  |
| Fatima Whitbread     | Gerelyhajítás | 68,44 m                       | 1.        | 70,32 m  |          |
| Tessa Sanderson      | Gerelyhajítás | 56,70 m                       | 21.       | kiesett  | kiesett  |
| Sharon Gibson        | Gerelyhajítás | 56,00 m                       | 25.       | kiesett  | kiesett  |

| Versenyző              | Versenyszám | 100 m gát | 100 m gát | Magasugrás | Magasugrás | Súlylökés  | Súlylökés  | 200 m      | 200 m      | Távolugrás | Távolugrás | Gerelyhajítás | Gerelyhajítás | 800 m      | 800 m      | Végeredmény   | Végeredmény   |
| Versenyző              | Versenyszám | Idő       | Pont      | Eredmény   | Pont       | Eredmény   | Pont       | Idő        | Pont       | Eredmény   | Pont       | Eredmény      | Pont          | Idő        | Pont       | Pont          | Helyezés      |
| ---------------------- | ----------- | --------- | --------- | ---------- | ---------- | ---------- | ---------- | ---------- | ---------- | ---------- | ---------- | ------------- | ------------- | ---------- | ---------- | ------------- | ------------- |
| Kim Hagger             | Hétpróba    | 13,47     | 1055      | 180 cm     | 978        | 12,75 m    | 711        | 25,47      | 844        | 634 cm     | 956        | 35,78 m       | 587           | 2:18,48    | 844        | 5975          | 17.           |
| Joanne Mulliner        | Hétpróba    | 14,39     | 924       | 171 cm     | 867        | 12,68 m    | 706        | 24,92      | 894        | 610 cm     | 880        | 37,75 m       | 624           | 2:18,02    | 851        | 5746          | 19.           |
| Judy Livermore-Simpson | Hétpróba    | 13,78     | 1010      | 177 cm     | 941        | nem indult | nem indult | nem indult | nem indult | nem indult | nem indult | nem indult    | nem indult    | nem indult | nem indult | nem ért célba | nem ért célba |

* - egy másik versenyzővel azonos eredményt ért el

** - két másik versenyzővel azonos eredményt ért el

*** - három másik versenyzővel azonos eredményt ért el

## Birkózás
Szabadfogású
| Versenyző          | Versenyszám | Vigaszágas kiesés | Vigaszágas kiesés | Helyosztók                                           | Helyosztók        | Bronz- mérkőzés   | Döntő             | Helyezés    |
| Versenyző          | Versenyszám | Vigaszágas kiesés | Vigaszágas kiesés | 7. helyért                                           | 5. helyért        | Bronz- mérkőzés   | Döntő             | Helyezés    |
| Versenyző          | Versenyszám | Ellenfél Eredmény | Hely.             | Ellenfél Eredmény                                    | Ellenfél Eredmény | Ellenfél Eredmény | Ellenfél Eredmény | Helyezés    |
| ------------------ | ----------- | --- | ----------------- | ---------------------------------------------------- | ----------------- | ----------------- | ----------------- | ----------- |
| David Ogden        | 57 kg       | A csoport · Kanehama Rjó (JPN) · 0–17 · Jürgen Scheibe (FRG) · 3–14                                                                                     | 12.               | kiesett                                              | kiesett           | kiesett           | kiesett           | helyezetlen |
| Ravinder Singh Tut | 62 kg       | B csoport · Sztepan Szargszjan (URS) · 0–16 · Karsten Polky (GDR) · kétvállas                                                                           | 10.               | kiesett                                              | kiesett           | kiesett           | kiesett           | helyezetlen |
| Fitz Walker        | 74 kg       | B csoport · Kenny Monday (USA) · 0–12 · Šaban Sejdi (YUG) · 0–10                                                                                        | 11.               | kiesett                                              | kiesett           | kiesett           | kiesett           | helyezetlen |
| Martin Doyle       | 82 kg       | B csoport · Victor Kodei (NGR) · 9–15 · Mohamed Zayar (SYR) · 1–6                                                                                       | 10.               | kiesett                                              | kiesett           | kiesett           | kiesett           | helyezetlen |
| Graeme English     | 90 kg       | A csoport · Tapha Guèye (SEN) · kétvállas · Samba Adama (MTN) · kétvállas · Tóth Gábor (HUN) · 0–10 · Jim Scherr (USA) · 0–15                           | 5.                | kiesett                                              | kiesett           | kiesett           | kiesett           | helyezetlen |
| Noel Loban         | 100 kg      | B csoport · Robotka István (HUN) · 8–0 · Wojciech Wala (POL) · 11–2 · a 3. fordulóban erőnyerő · Bill Scherr (USA) · 2–5 · Georgi Karadusev (BUL) · 3–5 | 4.                | Cso Bjongon (Jo Byeong-On) (KOR) · feladta (sérülés) |                   |                   |                   | 7.          |

## Cselgáncs
| Versenyző      | Versenyszám  | Csoport | Selejtező                            | 32-es főtábla                            | Nyolcaddöntő                                       | Negyeddöntő                                   | Elődöntő                    | Vigaszág nyolcaddöntő | Vigaszág negyeddöntő                 | Vigaszág elődöntő                             | Bronz- mérkőzés                | Döntő             | Helyezés        |
| Versenyző      | Versenyszám  | Csoport | Ellenfél Eredmény                    | Ellenfél Eredmény                        | Ellenfél Eredmény                                  | Ellenfél Eredmény                             | Ellenfél Eredmény           | Ellenfél Eredmény     | Ellenfél Eredmény                    | Ellenfél Eredmény                             | Ellenfél Eredmény              | Ellenfél Eredmény | Helyezés        |
| -------------- | ------------ | ------- | ------------------------------------ | ---------------------------------------- | -------------------------------------------------- | --------------------------------------------- | --------------------------- | --------------------- | ------------------------------------ | --------------------------------------------- | ------------------------------ | ----------------- | --------------- |
| Neil Eckersley | Légsúly      | B       | Luis Martínez (PUR) · 1000–0000      | Daniel Brunhart (LIE) · 1000–0000        | Hszü Caj-csuan (Sheu Tsay-Chwan) (TPE) · 0000–1001 | kiesett                                       | kiesett                     |                       |                                      |                                               |                                |                   | 14.             |
| Mark Adshead   | Harmatsúly   | A       | Ivo Kosztadinov (BUL) · 0000–0011    | kiesett                                  | kiesett                                            | kiesett                                       | kiesett                     |                       |                                      |                                               |                                |                   | 34.             |
| Kerrith Brown  | Könnyűsúly   | A       | Rony Khawam (LIB) · 1001–0000        | Abdelhak Maach (MAR) · 0001–0000         | Luiz Onmura (BRA) · 0000 (bírói)–0000              | Anders Dahlin (SWE) · 0000 (bírói)–0000       | Sven Loll (GDR) · 0000–1010 |                       |                                      |                                               | Mike Swain (USA) · 0001–0000   |                   | utólag kizárták |
| Neil Adams     | Váltósúly    | A       | erőnyerő                             | Pedro Cristóvão (POR) · 1000–0001        | Torsten Bréchôt (GDR) · 0000–0001                  | kiesett                                       | kiesett                     |                       |                                      |                                               |                                |                   | 14.             |
| Densign White  | Középsúly    | A       | Luc Suplis (BEL) · 0000 (bírói)–0000 | Sandro López (ARG) · 0010–0001           | Bill Vincent (NZL) · 1000–0000                     | Vlagyimir Sesztakov (URS) · 0000–0000 (bírói) |                             |                       |                                      | Csiu Heng-an (Chiu Heng-An) (TPE) · 1000–0000 | Ben Spijkers (NED) · 0000–0110 |                   | 5.              |
| Dennis Stewart | Félnehézsúly | B       |                                      | Aurélio Miguel (BRA) · 0000–0000 (bírói) |                                                    |                                               |                             |                       | Bjarni Friðriksson (ISL) · 0101–0000 | Juri Fazi (ITA) · 0011–0000                   | Jiří Sosna (TCH) · 0011–0000   |                   |                 |
| Elvis Gordon   | Nehézsúly    | B       |                                      | erőnyerő                                 | Frederico Flexa (BRA) · 0000–1000                  | kiesett                                       | kiesett                     |                       |                                      |                                               |                                |                   | 13.             |

## Evezés
Férfi
| Versenyző | Versenyszám              | Előfutam | Előfutam | Vigaszág | Vigaszág | Elődöntő | Elődöntő | Döntő | Döntő   | Döntő | Helyezés |
| Versenyző | Versenyszám              | Idő      | Hely.    | Idő      | Hely.    | Idő      | Hely.    | Típus | Idő     | Hely. | Helyezés |
| --- | ------------------------ | -------- | -------- | -------- | -------- | -------- | -------- | ----- | ------- | ----- | -------- |
| Andy Holmes Steve Redgrave | Kormányos nélküli kettes | 6:42,43  | 1.       | erőnyerő | erőnyerő | 6:45,03  | 1.       | A     | 6:36,84 | 1.    |          |
| Andy Holmes Steve Redgrave Patrick Sweeney                                                                                               | Kormányos kettes         | 7:04,04  | 2.       | erőnyerő | erőnyerő | 7:01,51  | 2.       | A     | 7:01,95 | 3.    |          |
| Mark Buckingham Stephen Peel Simon Berrisford Peter Mulkerrins                                                                           | Kormányos nélküli négyes | 6:06,52  | 1.       | erőnyerő | erőnyerő | 6:03,85  | 3.       | A     | 6:06,74 | 4.    | 4.       |
| Adam Clift John Maxey John Garrett Martin Cross Vaughan Thomas                                                                           | Kormányos négyes         | 6:20,89  | 5.       | 6:31,11  | 1.       | 6:15,22  | 1.       | A     | 6:18,08 | 4.    | 4.       |
| Richard Stanhope Anton Obholzer Peter Beaumont Gavin Stewart Terence Dillon Salih Hassan Stephen Turner Nicholas Burfitt Simon Jefferies | Nyolcas                  | 5:38,18  | 3.       | 5:35,15  | 1.       |          |          | A     | 5:51,59 | 4.    | 4.       |

Női
| Versenyző                                                         | Versenyszám              | Előfutam | Előfutam | Vigaszág | Vigaszág | Elődöntő | Elődöntő | Döntő | Döntő   | Döntő | Helyezés |
| Versenyző                                                         | Versenyszám              | Idő      | Hely.    | Idő      | Hely.    | Idő      | Hely.    | Típus | Idő     | Hely. | Helyezés |
| ----------------------------------------------------------------- | ------------------------ | -------- | -------- | -------- | -------- | -------- | -------- | ----- | ------- | ----- | -------- |
| Sally Andreae Alison Gill                                         | Kétpárevezős             | 8:01,34  | 4.       | 7:59,75  | 4.       |          |          | B     | 8:15,70 | 3.    | 9.       |
| Alison Bonner Kim Thomas                                          | Kormányos nélküli kettes | 8:14,52  | 4.       | 8:13,13  | 3.       |          |          | B     | 8:15,20 | 2.    | 8.       |
| Fiona Johnston Kate Grose Joanne Gough Susan Smith Alison Norrish | Kormányos négyes         | 7:38,01  | 5.       | 7:25,63  | 2.       |          |          | A     | 7:10,80 | 6.    | 6.       |

## Gyeplabda

### Férfi
| Brit férfi gyeplabdacsapat-játékoskeret                                                                                      | Brit férfi gyeplabdacsapat-játékoskeret                                                                                          |
| --- | --- |
| - Ian C. B. Taylor - Veryan Pappin - David Faulkner - Paul Barber - Sam Martin - Jon Potter - Richard Dodds - Martyn Grimley | - Steve Batchelor - Richard Leman - Jimmy Kirkwood - Kulbir Bhaura - Sean Kerly - Robert Clift - Imran Sherwani - Russell Garcia |

#### Eredmények
Csoportkör
B csoport
| Csapat               | M | Gy | D | V | G+ | G– | Gk  | P |
| -------------------- | - | -- | - | - | -- | -- | --- | - |
| NSZK (FRG)           | 5 | 4  | 1 | 0 | 13 | 3  | +10 | 9 |
| Nagy-Britannia (GBR) | 5 | 3  | 1 | 1 | 12 | 5  | +7  | 7 |
| India (IND)          | 5 | 2  | 1 | 2 | 9  | 7  | +2  | 5 |
| Szovjetunió (URS)    | 5 | 2  | 1 | 2 | 5  | 10 | –5  | 5 |
| Dél-Korea (KOR)      | 5 | 0  | 2 | 3 | 5  | 10 | –5  | 2 |
| Kanada (CAN)         | 5 | 0  | 2 | 3 | 3  | 12 | –9  | 2 |

| 1988. szeptember 18. | Nagy-Britannia (GBR) | 2–2 | Dél-Korea (KOR) |  |
| 1988. szeptember 18. | (1–0)                |     |                 |  |

| 1988. szeptember 20. | Nagy-Britannia (GBR) | 3–0 | Kanada (CAN) |  |
| 1988. szeptember 20. | (1–0)                |     |              |  |

| 1988. szeptember 22. | Nagy-Britannia (GBR) | 1–2 | NSZK (FRG) |  |
| 1988. szeptember 22. | (0–1)                |     |            |  |

| 1988. szeptember 24. | Nagy-Britannia (GBR) | 3–1 | Szovjetunió (URS) |  |
| 1988. szeptember 24. | (0–0)                |     |                   |  |

| 1988. szeptember 26. | Nagy-Britannia (GBR) | 3–0 | India (IND) |  |
| 1988. szeptember 26. | (0–0)                |     |             |  |

Elődöntők
| 1988. szeptember 28. | Ausztrália (AUS) | 2–3 | Nagy-Britannia (GBR) |  |
| 1988. szeptember 28. | (0–1)            |     |                      |  |

Döntő
| 1988. október 1. | NSZK (FRG) | 1–3 | Nagy-Britannia (GBR) |  |
| 1988. október 1. | (0–1)      |     |                      |  |

| Csapat               | Helyezés |
| -------------------- | -------- |
| Nagy-Britannia (GBR) |          |

### Női
| Brit női gyeplabdacsapat-játékoskeret                                                                             | Brit női gyeplabdacsapat-játékoskeret                                                                                               |
| --- | --- |
| - Jill Atkins - Wendy Banks - Gillian Brown - Karen Brown - Mary Nevill - Julie Cook - Vicky Dixon - Wendy Fraser | - Barbara Hambly - Caroline Jordan - Violet McBride - Moira Macleod - Caroline Brewer - Jane Sixsmith - Kate Parker - Alison Ramsay |

#### Eredmények
Csoportkör
A csoport
| Csapat                 | M | Gy | D | V | G+ | G– | Gk | P |
| ---------------------- | - | -- | - | - | -- | -- | -- | - |
| Hollandia (NED)        | 3 | 3  | 0 | 0 | 9  | 2  | +7 | 6 |
| Nagy-Britannia (GBR)   | 3 | 1  | 1 | 1 | 4  | 7  | –3 | 3 |
| Argentína (ARG)        | 3 | 1  | 0 | 2 | 2  | 3  | –1 | 2 |
| Egyesült Államok (USA) | 3 | 0  | 1 | 2 | 4  | 7  | –3 | 1 |

| 1988. szeptember 21. | Argentína (ARG) | 0–1 | Nagy-Britannia (GBR) |  |
| 1988. szeptember 21. | (0–1)           |     |                      |  |

| 1988. szeptember 23. | Hollandia (NED) | 5–1 | Nagy-Britannia (GBR) |  |
| 1988. szeptember 23. | (3–1)           |     |                      |  |

| 1988. szeptember 25. | Egyesült Államok (USA) | 2–2 | Nagy-Britannia (GBR) |  |
| 1988. szeptember 25. | (0–1)                  |     |                      |  |

Elődöntő
| 1988. szeptember 27. | Dél-Korea (KOR) | 1–0 | Nagy-Britannia (GBR) |  |
| 1988. szeptember 27. | (1–0)           |     |                      |  |

Bronzmérkőzés
| 1988. szeptember 30. | Hollandia (NED) | 3–1 | Nagy-Britannia (GBR) |  |
| 1988. szeptember 30. | (3–1)           |     |                      |  |

| Csapat               | Helyezés |
| -------------------- | -------- |
| Nagy-Britannia (GBR) | 4.       |

## Íjászat
Férfi
| Versenyző                                     | Versenyszám | Selejtező | Selejtező | Nyolcaddöntő | Nyolcaddöntő | Negyeddöntő | Negyeddöntő | Elődöntő | Elődöntő | Döntő   | Döntő    |
| Versenyző                                     | Versenyszám | Pont      | Hely.     | Pont         | Hely.        | Pont        | Hely.       | Pont     | Hely.    | Pont    | Helyezés |
| --------------------------------------------- | ----------- | --------- | --------- | ------------ | ------------ | ----------- | ----------- | -------- | -------- | ------- | -------- |
| Leroy Watson                                  | Egyéni      | 1248      | 24.       | 314          | 11.          | 304         | 18.         | kiesett  | kiesett  | kiesett | kiesett  |
| Steven Hallard                                | Egyéni      | 1283      | 7.        | 303          | 21.          | kiesett     | kiesett     | kiesett  | kiesett  | kiesett | kiesett  |
| Richard Priestman                             | Egyéni      | 1202      | 57.       | kiesett      | kiesett      | kiesett     | kiesett     | kiesett  | kiesett  | kiesett | kiesett  |
| Steven Hallard Richard Priestman Leroy Watson | Csapat      | 3733      | 8.        |              |              |             |             | 965      | 4.       | 968     |          |

Női
| Versenyző                                         | Versenyszám | Selejtező | Selejtező | Nyolcaddöntő | Nyolcaddöntő | Negyeddöntő | Negyeddöntő | Elődöntő | Elődöntő | Döntő   | Döntő    |
| Versenyző                                         | Versenyszám | Pont      | Hely.     | Pont         | Hely.        | Pont        | Hely.       | Pont     | Hely.    | Pont    | Helyezés |
| ------------------------------------------------- | ----------- | --------- | --------- | ------------ | ------------ | ----------- | ----------- | -------- | -------- | ------- | -------- |
| Joanne Franks-Edens                               | Egyéni      | 1281      | 5.        | 301          | 18.          | 327         | 3.          | 330      | 4.       | 318     | 7.       |
| Pauline Edwards                                   | Egyéni      | 1232      | 23.       | 311          | 12.          | 301         | 17.         | kiesett  | kiesett  | kiesett | kiesett  |
| Cheryl Sutton                                     | Egyéni      | 1179      | 51.       | kiesett      | kiesett      | kiesett     | kiesett     | kiesett  | kiesett  | kiesett | kiesett  |
| Pauline Edwards Joanne Franks-Edens Cheryl Sutton | Csapat      | 3692      | 7.        |              |              |             |             | 962      | 5.       | 933     | 5.       |

## Kajak-kenu
Férfi
| Versenyző                                                  | Versenyszám         | Előfutam | Előfutam | Előfutam | Vigaszág | Vigaszág | Vigaszág | Elődöntő | Elődöntő | Elődöntő | Döntő   | Döntő    |
| Versenyző                                                  | Versenyszám         | Idő      | Hely.    | Össz.    | Idő      | Hely.    | Össz.    | Idő      | Hely.    | Össz.    | Idő     | Helyezés |
| ---------------------------------------------------------- | ------------------- | -------- | -------- | -------- | -------- | -------- | -------- | -------- | -------- | -------- | ------- | -------- |
| Jeremy West                                                | Kajak egyes 500 m   | 1:58,29  | 7.       | 17.      | 2:01,16  | 3.       | 3.       | 1:46,65  | 5.       | 12.      | kiesett | kiesett  |
| Ivan Lawler                                                | Kajak egyes 1000 m  | 3:54,85  | 5.       | 14.      | 3:59,69  | 5.       | 8.       | kiesett  | kiesett  | kiesett  | kiesett | kiesett  |
| Ivan Lawler Grayson Bourne                                 | Kajak kettes 500 m  | 1:40,08  | 6.       | 16.      | 1:39,72  | 3.       | 3.       | 1:37,75  | 6.       | 13.      | kiesett | kiesett  |
| Andrew Sheriff Kevin Smith                                 | Kajak kettes 1000 m | 3:33,16  | 5.       | 15.      | 3:31,78  | 2.       | 3.       | 3:31,65  | 6.       | 13.      | kiesett | kiesett  |
| Reuben Burgess Anthony Ayres Jan Raciborski Adrian Collier | Kajak négyes 1000 m | 3:16,71  | 4.       | 15.      | 3:17,54  | 4.       | 7.       | kiesett  | kiesett  | kiesett  | kiesett | kiesett  |
| Eric Jamieson                                              | Kenu egyes 500 m    | 1:55,66  | 3.       | 6.       | erőnyerő | erőnyerő | erőnyerő | 1:54,30  | 2.       | 2.       | 2:02,27 | 9.       |
| Eric Jamieson                                              | Kenu egyes 1000 m   | 4:06,88  | 2.       | 3.       | erőnyerő | erőnyerő | erőnyerő | 4:13,44  | 3.       | 9.       | 4:39,60 | 9.       |
| Andrew Train Stephen Train                                 | Kenu kettes 500 m   | 1:46,95  | 5.       | 12.      | 1:52,63  | 1.       | 3.       | 1:50,31  | 4.       | 12.      | kiesett | kiesett  |
| Andrew Train Stephen Train                                 | Kenu kettes 1000 m  | 3:55,90  | 3.       | 10.      | erőnyerő | erőnyerő | erőnyerő | 3:59,22  | 5.       | 13.      | kiesett | kiesett  |

Női
| Versenyző                                                 | Versenyszám        | Előfutam | Előfutam | Előfutam | Vigaszág | Vigaszág | Vigaszág | Elődöntő | Elődöntő | Elődöntő | Döntő   | Döntő    |
| Versenyző                                                 | Versenyszám        | Idő      | Hely.    | Össz.    | Idő      | Hely.    | Össz.    | Idő      | Hely.    | Össz.    | Idő     | Helyezés |
| --------------------------------------------------------- | ------------------ | -------- | -------- | -------- | -------- | -------- | -------- | -------- | -------- | -------- | ------- | -------- |
| Susie Perrett                                             | Kajak egyes 500 m  | 2:01,97  | 4.       | 13.      |          |          |          | 2:04,95  | 5.       | 12.      | kiesett | kiesett  |
| Janine Lawler Liz Sharman                                 | Kajak kettes 500 m | 1:58,90  | 7.       | 14.      | 1:57,82  | 3.       | 6.       | 1:58,70  | 4.       | 12.      | kiesett | kiesett  |
| Andrea Dallaway Angela Dawson Janine Lawler Susie Perrett | Kajak négyes 500 m | 1:46,68  | 6.       | 12.      | 1:46,18  | 5.       | 5.       |          |          |          | kiesett | kiesett  |

## Kerékpározás

### Országúti kerékpározás
Férfi
| Versenyző                                           | Versenyszám     | Idő                  | Helyezés |
| --------------------------------------------------- | --------------- | -------------------- | -------- |
| Neil Hoban                                          | Mezőnyverseny   | 4:32:56 (+0:34)      | 18.      |
| Paul Curran                                         | Mezőnyverseny   | 4:32:56 (+0:34)      | 36.      |
| Mark Gornall                                        | Mezőnyverseny   | 4:32:56 (+0:34)      | 62.      |
| Phil Bateman Harry Lodge Ben Luckwell David Spencer | Csapat időfutam | 2:08:07,8 (+10:20,1) | 20.      |

Női
| Versenyző     | Versenyszám   | Idő             | Helyezés |
| ------------- | ------------- | --------------- | -------- |
| Maria Blower  | Mezőnyverseny | 2:00:52 (+0:00) | 6.       |
| Sally Hodge   | Mezőnyverseny | 2:00:52 (+0:00) | 9.       |
| Lisa Brambani | Mezőnyverseny | 2:00:52 (+0:00) | 11.      |

### Pálya-kerékpározás
Sprintversenyek
| Versenyző       | Versenyszám  | Selejtező | Selejtező | 1. forduló                                                                    | 1. forduló | Vigaszág                      | Vigaszág | 2. forduló                                     | 2. forduló | Vigaszág                     | Vigaszág | Negyeddöntő                              | 5–8. helyért                                                                                             | 5–8. helyért | Elődöntő                           | Döntő                             | Helyezés |
| Versenyző       | Versenyszám  | Idő       | Hely.     | Ellenfelek Győztes idő                                                        | Hely.      | Ellenfelek Győztes idő        | Hely.    | Ellenfelek Győztes idő                         | Hely.      | Ellenfél Győztes idő         | Hely.    | Ellenfél Győztes idő                     | Ellenfelek Győztes idő                                                                                   | Hely.        | Ellenfél Győztes idő               | Ellenfél Győztes idő              | Helyezés |
| --------------- | ------------ | --------- | --------- | ----------------------------------------------------------------------------- | ---------- | ----------------------------- | -------- | ---------------------------------------------- | ---------- | ---------------------------- | -------- | ---------------------------------------- | --- | ------------ | ---------------------------------- | --------------------------------- | -------- |
| Eddie Alexander | Férfi egyéni | 10,930    | 8.        | José Moreno (ESP) · Bailón Becerra (BOL) · 11,40                              | 1.         |                               |          | Lutz Heßlich (GDR) · Miva Hideki (JPN) · 11,04 | 2.         | Andrea Faccini (ITA) · 11,32 | 1.       | Erik Schoefs (BEL) · 10,96; 11,81; 10,79 | |              | Nyikolaj Kovs (URS) · 11,09; 11,90 | Gary Neiwand (AUS) · 10,97; 10,88 | 4.       |
| Louise Jones    | Női egyéni   | 12,287    | 6.        | Christa Rothenburger-Luding (GDR) · Csou Szu-jing (Zhou Suying) (CHN) · 12,24 | 3.         | Hasimoto Szeiko (JPN) · 12,36 | 1.       |                                                |            |                              |          | Erika Salumäe (URS) · 12,34; 11,81       | Julie Speight (AUS) · Csou Szu-jing (Zhou Suying) (CHN) · Jang Hsziu-csen (Yang Hsiu-Chen) (TPE) · 12,56 | 3.           |                                    |                                   | 7.       |

Üldözőversenyek
| Versenyző                                                                | Versenyszám  | Selejtező | Selejtező | Nyolcaddöntő                  | Nyolcaddöntő | Negyeddöntő                   | Negyeddöntő | Elődöntő                         | Elődöntő  | Döntő                         | Döntő     | Helyezés |
| Versenyző                                                                | Versenyszám  | Idő       | Hely.     | Ellenfél Idő                  | Saját idő    | Ellenfél Idő                  | Saját idő   | Ellenfél Idő                     | Saját idő | Ellenfél Idő                  | Saját idő | Helyezés |
| ------------------------------------------------------------------------ | ------------ | --------- | --------- | ----------------------------- | ------------ | ----------------------------- | ----------- | -------------------------------- | --------- | ----------------------------- | --------- | -------- |
| Colin Sturgess                                                           | Férfi egyéni | 4:35,42   | 3.        | David Brinton (USA) · 4:47,27 | 4:37,17      | Gary Anderson (NZL) · 4:42,82 | 4:39,39     | Gintautas Umaras (URS) · 4:40,24 | 4:46,25   | Bernd Dittert (GDR) · 4:34,17 | 4:34,90   | 4.       |
| Chris Boardman Robert Coull Simon Lillistone Glen Sword Mindaugas Umaras | Férfi csapat | 4:25,87   | 13.       |                               |              | kiesett                       | kiesett     | kiesett                          | kiesett   | kiesett                       |           |          |

## Lovaglás
Díjlovaglás
| Versenyző                                                          | Ló             | Versenyszám | Selejtező | Selejtező | Döntő   | Döntő    |
| Versenyző                                                          | Ló             | Versenyszám | Pont      | Hely.     | Pont    | Helyezés |
| ------------------------------------------------------------------ | -------------- | ----------- | --------- | --------- | ------- | -------- |
| Jennie Loriston-Clarke                                             | Dutch Gold     | Egyéni      | 1293      | 19.       | 1304    | 14.      |
| Tricia Gardiner                                                    | Wily Imp       | Egyéni      | 1274      | 23.       | kiesett | kiesett  |
| Diana Mason                                                        | Prince Consort | Egyéni      | 1230      | 37.       | kiesett | kiesett  |
| Barbara Hammond                                                    | Krist          | Egyéni      | 1174      | 45.       | kiesett | kiesett  |
| Jennie Loriston-Clarke Tricia Gardiner Diana Mason Barbara Hammond | lásd fentebb   | Csapat      |           |           | 3797    | 10.      |

Díjugratás
| Versenyző                                        | Ló           | Versenyszám | Selejtező | Selejtező | Selejtező | Selejtező | Döntő        | Döntő        | Döntő        | Döntő        | Döntő        |
| Versenyző                                        | Ló           | Versenyszám | 1. kör    | 2. kör    | Össz.     | Össz.     | 1. kör       | 1. kör       | 2. kör       | Össz.        | Össz.        |
| Versenyző                                        | Ló           | Versenyszám | Pont      | Pont      | Pont      | Hely.     | Pont         | Hely.        | Pont         | Pont         | Helyezés     |
| ------------------------------------------------ | ------------ | ----------- | --------- | --------- | --------- | --------- | ------------ | ------------ | ------------ | ------------ | ------------ |
| David Broome                                     | Countryman   | Egyéni      | 48,00     | 41,00     | 89,00     | 28.       | 4,00         | 4.           | 4,00         | 8,00         | 4.           |
| Nick Skelton                                     | Apollo       | Egyéni      | 41,50     | 56,00     | 97,50     | 24.       | 4,00         | 4.           | 8,00         | 12,00        | 7.           |
| Joe Túri                                         | Vital        | Egyéni      | 34,50     | 63,50     | 98,00     | 23.       | 4,25         | 17.          | 8,00         | 12,25        | 14.          |
| Malcolm Pyrah                                    | Anglezarke   | Egyéni      | 52,00     | 26,00     | 78,00     | 35.       | visszalépett | visszalépett | visszalépett | visszalépett | visszalépett |
| Nick Skelton Malcolm Pyrah David Broome Joe Túri | lásd fentebb | Csapat      |           |           |           |           | 16,00        | 3.           | 24,00        | 40,00        | 6.           |

Lovastusa
| Versenyző                                                         | Ló               | Versenyszám | Díjlovaglás | Díjlovaglás | Tereplovaglás | Tereplovaglás | Díjugratás | Díjugratás | Végeredmény | Végeredmény |
| Versenyző                                                         | Ló               | Versenyszám | Bünt.       | Hely.       | Bünt.         | Hely.         | Bünt.      | Hely.      | Bünt.       | Helyezés    |
| ----------------------------------------------------------------- | ---------------- | ----------- | ----------- | ----------- | ------------- | ------------- | ---------- | ---------- | ----------- | ----------- |
| Ian Stark                                                         | Sir Wattie       | Egyéni      | 50,00       | 5.          | 2,80          | 3.            | 0,00       | 1.         | 52,80       |             |
| Virginia Holgate-Leng                                             | Master Craftsman | Egyéni      | 43,20       | 3.          | 8,80          | 5.            | 10,00      | 22.        | 62,00       |             |
| Karen Straker-Dixon                                               | Get Smart        | Egyéni      | 53,20       | 9.          | 88,80         | 23.           | 0,00       | 1.         | 142,00      | 19.         |
| Mark Phillips                                                     | Cartier          | Egyéni      | 78,20       | 39.         | nem ért célba | nem ért célba | kiesett    | kiesett    | kiesett     | kiesett     |
| Ian Stark Virginia Holgate-Leng Karen Straker-Dixon Mark Phillips | lásd fentebb     | Csapat      | 146,40      | 2.          | 100,40        | 3.            | 10,00      | 2.         | 256,80      |             |

## Műugrás
Férfi
| Versenyző     | Versenyszám        | Selejtező | Selejtező | Döntő   | Döntő    |
| Versenyző     | Versenyszám        | Pont      | Helyezés  | Pont    | Helyezés |
| ------------- | ------------------ | --------- | --------- | ------- | -------- |
| Graham Morris | Egyéni műugrás     | 478,74    | 26.       | kiesett | kiesett  |
| Bob Morgan    | Egyéni műugrás     | 457,65    | 29.       | kiesett | kiesett  |
| Bob Morgan    | Egyéni toronyugrás | 489,27    | 15.       | kiesett | kiesett  |
| Jeffrey Arbon | Egyéni toronyugrás | 450,18    | 21.       | kiesett | kiesett  |

Női
| Versenyző      | Versenyszám        | Selejtező | Selejtező | Döntő   | Döntő    |
| Versenyző      | Versenyszám        | Pont      | Helyezés  | Pont    | Helyezés |
| -------------- | ------------------ | --------- | --------- | ------- | -------- |
| Naomi Bishop   | Egyéni műugrás     | 349,44    | 26.       | kiesett | kiesett  |
| Carolyn Roscoe | Egyéni műugrás     | 399,87    | 18.       | kiesett | kiesett  |
| Carolyn Roscoe | Egyéni toronyugrás | 322,35    | 18.       | kiesett | kiesett  |

## Ökölvívás
| Versenyző       | Versenyszám   | Selejtező                       | 32-es főtábla                | Nyolcaddöntő                       | Negyeddöntő               | Elődöntő          | Döntő             | Helyezés |
| Versenyző       | Versenyszám   | Ellenfél Eredmény               | Ellenfél Eredmény            | Ellenfél Eredmény                  | Ellenfél Eredmény         | Ellenfél Eredmény | Ellenfél Eredmény | Helyezés |
| --------------- | ------------- | ------------------------------- | ---------------------------- | ---------------------------------- | ------------------------- | ----------------- | ----------------- | -------- |
| Mark Epton      | Papírsúly     | Damber Dutta Bhatta (NEP) · 5:0 | Ivajlo Marinov (BUL) · 0:5   | kiesett                            | kiesett                   | kiesett           | kiesett           | 17.      |
| John Lyon       | Légsúly       | Ramazan Gül (TUR) · 1:4         | kiesett                      | kiesett                            | kiesett                   | kiesett           | kiesett           | 33.      |
| Mike Deveney    | Harmatsúly    | erőnyerő                        | Alberto Machaze (MOZ) · 0:5  | kiesett                            | kiesett                   | kiesett           | kiesett           | 17.      |
| Dave Anderson   | Pehelysúly    | Domingo Damigella (ARG) · 4:1   | Paul Fitzgerald (IRL) · 5:0  | Regilio Tuur (NED) · RSC           | kiesett                   | kiesett           | kiesett           | 9.       |
| Charlie Kane    | Könnyűsúly    | erőnyerő                        | Adrianus Taroreh (INA) · 5:0 | Phat Hongram (THA) · 4:1           | George Cramne (SWE) · 1:4 | kiesett           | kiesett           | 5.       |
| Mark Elliott    | Kisváltósúly  | Tomás Ruiz (ESP) · 5:0          | Ludovic Proto (FRA) · RSC    | kiesett                            | kiesett                   | kiesett           | kiesett           | 17.      |
| Richie Woodhall | Nagyváltósúly | erőnyerő                        | Desmond Williams (SLE) · 5:0 | Apolinário de Silveira (ANG) · 5:0 | Rey Rivera (PUR) · 5:0    | Roy Jones (USA) · | kiesett           |          |
| Henry Akinwande | Nehézsúly     |                                 | erőnyerő                     | Arnold Vanderlijde (NED) · 2:3     | kiesett                   | kiesett           | kiesett           | 9.       |

RSC – a mérkőzésvezető megállította a mérkőzést

## Öttusa
| Versenyző                                       | Versenyszám | Lovaglás | Lovaglás | Lovaglás | Vívás    | Vívás | Vívás | Úszás   | Úszás | Úszás | Lövészet | Lövészet | Lövészet | Futás    | Futás | Futás | Összesen    | Összesen |
| Versenyző                                       | Versenyszám | Idő      | Pont     | Hely.    | Pontszám | Pont  | Hely. | Idő     | Pont  | Hely. | Eredmény | Pont     | Hely.    | Idő      | Pont  | Hely. | Összes pont | Helyezés |
| ----------------------------------------------- | ----------- | -------- | -------- | -------- | -------- | ----- | ----- | ------- | ----- | ----- | -------- | -------- | -------- | -------- | ----- | ----- | ----------- | -------- |
| Richard Phelps                                  | Egyéni      | 1:45,60  | 964      | 28.      | 39–25    | 898   | 11.   | 3:16,35 | 1304  | 8.    | 188      | 868      | 43.      | 13:10,96 | 1195  | 11.   | 5229        | 6.       |
| Dominic Mahony                                  | Egyéni      | 1:44,52  | 1036     | 11.      | 39–25    | 898   | 11.   | 3:35,99 | 1148  | 43.   | 189      | 890      | 34.      | 13:50,52 | 1075  | 29.   | 5047        | 16.      |
| Graham Brookhouse                               | Egyéni      | 1:49,92  | 986      | 22.      | 24–40    | 643   | 55.   | 3:15,22 | 1312  | 6.    | 187      | 846      | 50.      | 13:04,53 | 1213  | 7.    | 5000        | 21.      |
| Richard Phelps Dominic Mahony Graham Brookhouse | Csapat      |          | 2986     | 4.       |          | 2439  | 7.    |         | 3764  | 4.    |          | 2604     | 14.      |          | 3483  | 3.    | 15276       |          |

## Sportlövészet
Férfi
| Versenyző        | Versenyszám           | Selejtező | Selejtező | Döntő   | Döntő    |
| Versenyző        | Versenyszám           | Pont      | Helyezés  | Pont    | Helyezés |
| ---------------- | --------------------- | --------- | --------- | ------- | -------- |
| Adrian Breton    | Gyorstüzelő pisztoly  | 586       | 24.       | kiesett | kiesett  |
| Paul Leatherdale | Légpisztoly           | 569       | 34.       | kiesett | kiesett  |
| Paul Leatherdale | Szabadpisztoly        | 546       | 34.       | kiesett | kiesett  |
| Alister Allan    | Sportpuska, fekvő     | 598       | 2.        | 700,9   | 5.       |
| Alister Allan    | Sportpuska, összetett | 1181      | 1.        | 1,275,6 |          |
| Malcolm Cooper   | Sportpuska, fekvő     | 592       | 36.       | kiesett | kiesett  |
| Malcolm Cooper   | Sportpuska, összetett | 1180      | 2.        | 1,279,3 |          |

Női
| Versenyző       | Versenyszám           | Selejtező | Selejtező | Döntő   | Döntő    |
| Versenyző       | Versenyszám           | Pont      | Helyezés  | Pont    | Helyezés |
| --------------- | --------------------- | --------- | --------- | ------- | -------- |
| Margaret Thomas | Légpisztoly           | 365       | 34.       | kiesett | kiesett  |
| Margaret Thomas | Sportpisztoly         | 582       | 11.       | kiesett | kiesett  |
| Sarah Cooper    | Légpuska              | 383       | 33.       | kiesett | kiesett  |
| Sarah Cooper    | Sportpuska, összetett | 557       | 36.       | kiesett | kiesett  |

Nyílt
| Versenyző  | Versenyszám | Selejtező | Selejtező | Döntő   | Döntő    |
| Versenyző  | Versenyszám | Pont      | Helyezés  | Pont    | Helyezés |
| ---------- | ----------- | --------- | --------- | ------- | -------- |
| Ian Peel   | Trap        | 142       | 25.       | kiesett | kiesett  |
| Ken Harman | Skeet       | 144       | 27.       | kiesett | kiesett  |

## Súlyemelés
| Versenyző     | Versenyszám | Szakítás                 | Szakítás                 | Lökés    | Lökés    | Összesen | Helyezés |
| Versenyző     | Versenyszám | Eredmény                 | Helyezés                 | Eredmény | Helyezés | Összesen | Helyezés |
| ------------- | ----------- | ------------------------ | ------------------------ | -------- | -------- | -------- | -------- |
| Dean Willey   | 75 kg       | 152,5                    | 5.                       | 180,0    | 6.       | 332,5    | 7.       |
| Ricki Chaplin | 75 kg       | 140,0                    | 13.                      | 180,0    | 6.       | 320,0    | 11.      |
| Dave Morgan   | 82,5 kg     | 165,0                    | 3.                       | 200,0    | 3.       | 365,0    | 4.       |
| David Mercer  | 90 kg       | 157,5                    | 7.                       | 200,0    | 4.       | 357,5    | 6.       |
| Keith Boxell  | 90 kg       | 157,5                    | 7.                       | 192,5    | 7.       | 350,0    | 8.       |
| Andrew Saxton | 100 kg      | 152,5                    | 14.                      | 200,0    | 11.      | 352,5    | 12.      |
| Peter May     | 100 kg      | 157,5                    | 13.                      | 192,5    | 13.      | 350,0    | 13.      |
| Mark Thomas   | 110 kg      | 155,0                    | 15.                      | 205,0    | 9.       | 360,0    | 12.      |
| Andrew Davies | 110 kg      | érvényes kísérlet nélkül | érvényes kísérlet nélkül | kiesett  | kiesett  | kiesett  | kiesett  |
| Matthew Vine  | +110 kg     | 157,5                    | 10.                      | 195,0    | 9.       | 352,5    | 9.       |

## Szinkronúszás
| Versenyző                  | Versenyszám | Selejtező           | Selejtező           | Selejtező       | Selejtező  | Selejtező  | Döntő           | Döntő      | Döntő      |
| Versenyző                  | Versenyszám | Technikai gyakorlat | Technikai gyakorlat | Zenés gyakorlat | Összesítés | Összesítés | Zenés gyakorlat | Összesítés | Összesítés |
| Versenyző                  | Versenyszám | Pont                | Hely.               | Pont            | Pont       | Hely.      | Pont            | Pont       | Helyezés   |
| -------------------------- | ----------- | ------------------- | ------------------- | --------------- | ---------- | ---------- | --------------- | ---------- | ---------- |
| Nicola Shearn              | Egyéni      | 88,733              | 13.                 | 92,60           | 181,333    | 6.         | 93,20           | 181,933    | 6.         |
| Lian Goodwin               | Egyéni      | 83,817              | 25.                 | kiesett         | kiesett    | kiesett    | kiesett         | kiesett    | kiesett    |
| Joanne Seeburg             | Egyéni      | nem fejezte be      | 46.                 | kiesett         | kiesett    | kiesett    | kiesett         | kiesett    | kiesett    |
| Nicola Shearn Lian Goodwin | Páros       | 86,275              | 7.                  | 91,60           | 177,875    | 7.         | 92,80           | 179,075    | 7.         |

## Tenisz
Férfi
| Versenyző                  | Versenyszám | 64-es főtábla                                   | 32-es főtábla                                                                    | Nyolcaddöntő      | Negyeddöntő       | Elődöntő          | Döntő             | Helyezés |
| Versenyző                  | Versenyszám | Ellenfél Eredmény                               | Ellenfél Eredmény                                                                | Ellenfél Eredmény | Ellenfél Eredmény | Ellenfél Eredmény | Ellenfél Eredmény | Helyezés |
| -------------------------- | ----------- | ----------------------------------------------- | -------------------------------------------------------------------------------- | ----------------- | ----------------- | ----------------- | ----------------- | -------- |
| Jeremy Bates               | Egyes       | Gilad Bloom (ISR) · 4–6, 6–4, 3–6, 6–2, 9–7     | Miloslav Mečíř (TCH) · 3–6, 6–4, 1–6, 4–6                                        | kiesett           | kiesett           | kiesett           | kiesett           | 17.      |
| Andrew Castle              | Egyes       | Clément N’Goran (CIV) · 6–7, 3–6, 6–2, 7–6, 7–5 | Anders Järryd (SWE) · 0–6, 3–6, 1–6                                              | kiesett           | kiesett           | kiesett           | kiesett           | 17.      |
| Jeremy Bates Andrew Castle | Páros       |                                                 | Jugoszlávia (YUG) · Slobodan Živojinović · Goran Ivanišević · 5–7, 6–2, 3–6, 6–7 | kiesett           | kiesett           | kiesett           | kiesett           | 17.      |

Női
| Versenyző             | Versenyszám | 64-es főtábla                          | 32-es főtábla                            | Nyolcaddöntő                                                                | Negyeddöntő       | Elődöntő          | Döntő             | Helyezés |
| Versenyző             | Versenyszám | Ellenfél Eredmény                      | Ellenfél Eredmény                        | Ellenfél Eredmény                                                           | Ellenfél Eredmény | Ellenfél Eredmény | Ellenfél Eredmény | Helyezés |
| --------------------- | ----------- | -------------------------------------- | ---------------------------------------- | --------------------------------------------------------------------------- | ----------------- | ----------------- | ----------------- | -------- |
| Sara Gomer            | Egyes       | Belinda Cordwell (NZL) · 4–6, 7–5, 6–2 | Larisza Szavcsenko (URS) · 7–6, 6–7, 7–9 | kiesett                                                                     | kiesett           | kiesett           | kiesett           | 17.      |
| Clare Wood            | Egyes       | Wendy Turnbull (AUS) · 1–6, 3–6        | kiesett                                  | kiesett                                                                     | kiesett           | kiesett           | kiesett           | 33.      |
| Sara Gomer Clare Wood | Páros       |                                        |                                          | Franciaország (FRA) · Nathalie Tauziat · Isabelle Demongeot · 2–6, 6–4, 1–6 | kiesett           | kiesett           | kiesett           | 9.       |

## Torna
Férfi
| Versenyző      | Versenyszám      | Selejtező | Selejtező | Döntő    | Döntő    |
| Versenyző      | Versenyszám      | Pontszám  | Helyezés  | Pontszám | Helyezés |
| -------------- | ---------------- | --------- | --------- | -------- | -------- |
| Terry Bartlett | Talaj            | 18,90     | 72.       | kiesett  | kiesett  |
| Terry Bartlett | Ugrás            | 19,40     | 22.       | kiesett  | kiesett  |
| Terry Bartlett | Korlát           | 19,05     | 72.       | kiesett  | kiesett  |
| Terry Bartlett | Nyújtó           | 19,00     | 58.       | kiesett  | kiesett  |
| Terry Bartlett | Gyűrű            | 18,65     | 76.       | kiesett  | kiesett  |
| Terry Bartlett | Lólengés         | 17,95     | 85.       | kiesett  | kiesett  |
| Terry Bartlett | Egyéni összetett | 112,95    | 75.       | kiesett  | kiesett  |
| Andrew Morris  | Talaj            | 18,85     | 76.       | kiesett  | kiesett  |
| Andrew Morris  | Ugrás            | 18,80     | 77.       | kiesett  | kiesett  |
| Andrew Morris  | Korlát           | 19,05     | 72.       | kiesett  | kiesett  |
| Andrew Morris  | Nyújtó           | 17,60     | 87.       | kiesett  | kiesett  |
| Andrew Morris  | Gyűrű            | 19,00     | 65.       | kiesett  | kiesett  |
| Andrew Morris  | Lólengés         | 18,75     | 72.       | kiesett  | kiesett  |
| Andrew Morris  | Egyéni összetett | 112,05    | 81.       | kiesett  | kiesett  |

Női
| Versenyző     | Versenyszám      | Selejtező | Selejtező | Döntő    | Döntő    |
| Versenyző     | Versenyszám      | Pontszám  | Helyezés  | Pontszám | Helyezés |
| ------------- | ---------------- | --------- | --------- | -------- | -------- |
| Karen Hargate | Talaj            | 18,550    | 81.       | kiesett  | kiesett  |
| Karen Hargate | Ugrás            | 19,000    | 65.       | kiesett  | kiesett  |
| Karen Hargate | Felemás korlát   | 18,925    | 68.       | kiesett  | kiesett  |
| Karen Hargate | Gerenda          | 17,925    | 82.       | kiesett  | kiesett  |
| Karen Hargate | Egyéni összetett | 74,400    | 81.       | kiesett  | kiesett  |
| Karen Kennedy | Talaj            | 9,225     | 89.       | kiesett  | kiesett  |
| Karen Kennedy | Ugrás            | 9,200     | 90.       | kiesett  | kiesett  |
| Karen Kennedy | Felemás korlát   | 9,350     | 88.       | kiesett  | kiesett  |
| Karen Kennedy | Gerenda          | 9,000     | 89.       | kiesett  | kiesett  |
| Karen Kennedy | Egyéni összetett | 36,775    | 89.       | kiesett  | kiesett  |

### Ritmikus gimnasztika
| Versenyző  | Versenyszám | Selejtező | Selejtező | Döntő   | Döntő    |
| Versenyző  | Versenyszám | Pont      | Hely.     | Pont    | Helyezés |
| ---------- | ----------- | --------- | --------- | ------- | -------- |
| Lisa Black | Egyéni      | 36,40     | 38.       | kiesett | kiesett  |

## Úszás
Férfi
| Versenyző                                                                      | Versenyszám            | Előfutam | Előfutam | Előfutam | Döntő   | Döntő    | Döntő    | Helyezés |
| Versenyző                                                                      | Versenyszám            | Idő      | Hely.    | Össz.    | Típus   | Idő      | Hely.    | Helyezés |
| ------------------------------------------------------------------------------ | ---------------------- | -------- | -------- | -------- | ------- | -------- | -------- | -------- |
| Mark Foster                                                                    | 50 m gyors             | 23,51    | 6.       | 22.      | kiesett | kiesett  | kiesett  | kiesett  |
| Mike Fibbens                                                                   | 50 m gyors             | 23,67    | 2.       | 25.      | kiesett | kiesett  | kiesett  | kiesett  |
| Paul Howe                                                                      | 200 m gyors            | 1:51,22  | 7.       | 18.      | B       | 1:51,99  | 8.       | 16.      |
| Michael Green                                                                  | 200 m gyors            | 1:53,03  | 2.       | 27.      | kiesett | kiesett  | kiesett  | kiesett  |
| Kevin Boyd                                                                     | 400 m gyors            | 3:50,01  | 1.       | 5.       | A       | 3:50,16  | 7.       | 7.       |
| Kevin Boyd                                                                     | 1500 m gyors           | 15:17,56 | 2.       | 9.       | A       | 15:21,16 | 7.       | 7.       |
| Tony Day                                                                       | 1500 m gyors           | 15:38,75 | 7.       | 22.      | kiesett | kiesett  | kiesett  | kiesett  |
| Tony Day                                                                       | 400 m gyors            | 3:57,91  | 4.       | 24.      | kiesett | kiesett  | kiesett  | kiesett  |
| Neil Harper                                                                    | 100 m hát              | 58,02    | 2.       | 22.      | kiesett | kiesett  | kiesett  | kiesett  |
| Neil Cochran                                                                   | 100 m hát              | 58,25    | 2.       | 25.      | kiesett | kiesett  | kiesett  | kiesett  |
| Neil Cochran                                                                   | 200 m vegyes           | 2:05,56  | 6.       | 16.      | B       | 2:05,44  | 3.       | 11.      |
| Neil Cochran                                                                   | 100 m pillangó         | 54,75    | 4.       | 13.      | B       | 55,22    | 8.       | 16.      |
| Andy Jameson                                                                   | 100 m pillangó         | 53,34    | 1.       | 1.       | A       | 53,30    | 3.       |          |
| Andy Jameson                                                                   | 100 m gyors            | 51,18    | 6.       | 21.      | kiesett | kiesett  | kiesett  | kiesett  |
| Roland Lee                                                                     | 100 m gyors            | 51,20    | 7.       | 22.      | kiesett | kiesett  | kiesett  | kiesett  |
| Gary Binfield                                                                  | 200 m hát              | 2:03,79  | 1.       | 16.      | B       | 2:04,90  | 8.       | 16.      |
| John Davey                                                                     | 200 m hát              | 2:04,70  | 3.       | 20.      | kiesett | kiesett  | kiesett  | kiesett  |
| John Davey                                                                     | 200 m vegyes           | 2:05,55  | 6.       | 15.      | B       | 2:04,17  | 2.       | 10.      |
| John Davey                                                                     | 400 m vegyes           | kizárták | kizárták | kizárták | kiesett | kiesett  | kiesett  | kiesett  |
| Paul Brew                                                                      | 400 m vegyes           | 4:27,22  | 4.       | 16.      | B       | 4:26,77  | 7.       | 15.      |
| James Parrack                                                                  | 100 m mell             | 1:04,23  | 6.       | 17.      | kiesett | kiesett  | kiesett  | kiesett  |
| Adrian Moorhouse                                                               | 100 m mell             | 1:02,19  | 1.       | 1.       | A       | 1:02,04  | 1.       |          |
| Adrian Moorhouse                                                               | 200 m mell             | 2:18,51  | 6.       | 15.      | kiesett | kiesett  | kiesett  | kiesett  |
| Nick Gillingham                                                                | 200 m mell             | 2:14,58  | 1.       | 1.       | A       | 2:14,12  | 2.       |          |
| Tim Jones                                                                      | 200 m pillangó         | 2:01,01  | 5.       | 12.      | B       | 2:00,32  | 2.       | 10.      |
| Nick Hodgson                                                                   | 200 m pillangó         | 2:01,44  | 1.       | 15.      | B       | 2:01,09  | 4.       | 12.      |
| Mike Fibbens Mark Foster Roland Lee Andy Jameson                               | 4 × 100 m gyorsváltó   | 3:23,71  | 3.       | 8.       | A       | 3:21,71  | 7.       | 7.       |
| Kevin Boyd Paul Howe Jonathan Broughton Roland Lee                             | 4 × 200 m gyorsváltó   | 7:29,77  | 5.       | 9.       | kiesett | kiesett  | kiesett  | kiesett  |
| Neil Harper Adrian Moorhouse Andy Jameson Mark Foster Gary Binfield Roland Lee | 4 × 100 m vegyes váltó | 3:44,44  | 1.       | 2.       | A       | kizárták | kizárták | 8.       |

Női
| Versenyző                                               | Versenyszám            | Előfutam | Előfutam | Előfutam | Döntő   | Döntő   | Döntő   | Helyezés |
| Versenyző                                               | Versenyszám            | Idő      | Hely.    | Össz.    | Típus   | Idő     | Hely.   | Helyezés |
| ------------------------------------------------------- | ---------------------- | -------- | -------- | -------- | ------- | ------- | ------- | -------- |
| Alison Sheppard                                         | 50 m gyors             | 27,14    | 8.       | 25.      | kiesett | kiesett | kiesett | kiesett  |
| Annabelle Cripps                                        | 50 m gyors             | 27,17    | 4.       | 27.      | kiesett | kiesett | kiesett | kiesett  |
| Annabelle Cripps                                        | 100 m pillangó         | 1:03,34  | 6.       | 21.      | kiesett | kiesett | kiesett | kiesett  |
| Annabelle Cripps                                        | 100 m gyors            | 57,81    | 3.       | 25.      | kiesett | kiesett | kiesett | kiesett  |
| June Croft                                              | 100 m gyors            | 58,19    | 5.       | 28.      | kiesett | kiesett | kiesett | kiesett  |
| June Croft                                              | 200 m gyors            | 2:03,63  | 7.       | 21.      | kiesett | kiesett | kiesett | kiesett  |
| June Croft                                              | 400 m gyors            | 4:21,98  | 7.       | 27.      | kiesett | kiesett | kiesett | kiesett  |
| Ruth Gilfillan                                          | 400 m gyors            | 4:16,66  | 7.       | 18.      | kiesett | kiesett | kiesett | kiesett  |
| Ruth Gilfillan                                          | 200 m gyors            | 2:02,11  | 4.       | 12.      | B       | 2:01,66 | 2.      | 10.      |
| Karen Mellor                                            | 800 m gyors            | 8:44,64  | 5.       | 16.      | kiesett | kiesett | kiesett | kiesett  |
| Tracey Atkin                                            | 800 m gyors            | 9:00,04  | 2.       | 25.      | kiesett | kiesett | kiesett | kiesett  |
| Tracey Atkin                                            | 400 m vegyes           | 5:01,34  | 8.       | 24.      | kiesett | kiesett | kiesett | kiesett  |
| Sharon Page                                             | 100 m hát              | 1:04,75  | 8.       | 18.      | kiesett | kiesett | kiesett | kiesett  |
| Kathy Read                                              | 100 m hát              | 1:04,62  | 5.       | 15.      | B       | 1:04,27 | 8.      | 16.      |
| Kathy Read                                              | 200 m hát              | 2:17,22  | 5.       | 10.      | B       | 2:18,20 | 4.      | 12.      |
| Helen Slatter                                           | 200 m hát              | 2:21,66  | 7.       | 22.      | kiesett | kiesett | kiesett | kiesett  |
| Maggie Kelly-Hohmann                                    | 100 m mell             | 1:12,67  | 8.       | 20.      | kiesett | kiesett | kiesett | kiesett  |
| Suki Brownsdon                                          | 100 m mell             | 1:11,66  | 4.       | 16.      | B       | 1:11,95 | 8.      | 16.      |
| Suki Brownsdon                                          | 400 m vegyes           | 4:54,66  | 5.       | 18.      | kiesett | kiesett | kiesett | kiesett  |
| Suki Brownsdon                                          | 200 m mell             | 2:36,14  | 7.       | 20.      | kiesett | kiesett | kiesett | kiesett  |
| Helen Frank                                             | 200 m mell             | 2:41,12  | 4.       | 33.      | kiesett | kiesett | kiesett | kiesett  |
| Caroline Foot                                           | 100 m pillangó         | 1:02,76  | 6.       | 18.      | kiesett | kiesett | kiesett | kiesett  |
| Helen Bewley                                            | 200 m pillangó         | 2:17,10  | 5.       | 15.      | B       | 2:17,11 | 7.      | 15.      |
| Lynne Wilson                                            | 200 m pillangó         | 2:17,28  | 7.       | 16.      | B       | 2:18,66 | 8.      | 16.      |
| Jean Hill                                               | 200 m vegyes           | 2:17,57  | 4.       | 10.      | B       | 2:19,20 | 3.      | 11.      |
| Zara Long                                               | 200 m vegyes           | 2:22,64  | 6.       | 23.      | kiesett | kiesett | kiesett | kiesett  |
| Annabelle Cripps June Croft Linda Donnelly Joanna Coull | 4 × 100 m gyorsváltó   | 3:50,84  | 5.       | 10.      | kiesett | kiesett | kiesett | kiesett  |
| Kathy Read Suki Brownsdon Caroline Foot Joanna Coull    | 4 × 100 m vegyes váltó | 4:16,18  | 4.       | 9.       | kiesett | kiesett | kiesett | kiesett  |

## Vitorlázás
Férfi
| Versenyző                    | Versenyszám    | Futam | Futam  | Futam | Futam  | Futam | Futam | Futam | Pontszám | Helyezés |
| Versenyző                    | Versenyszám    | 1     | 2      | 3     | 4      | 5     | 6     | 7     | Pontszám | Helyezés |
| ---------------------------- | -------------- | ----- | ------ | ----- | ------ | ----- | ----- | ----- | -------- | -------- |
| Simon Goody                  | Divízió II     | 17,0  | 21,0   | 13,0  | (27,0) | 21,0  | 20,0  | 14,0  | 106,0    | 14.      |
| Stuart Childerley            | Finn dingi     | 8,0   | (20,0) | 10,0  | 3,0    | 3,0   | 15,0  | 11,7  | 50,7     | 4.       |
| Andrew Hemmings Jason Belben | 470-es osztály | 22,0  | 20,0   | 19,0  | (26,0) | 14,0  | 25,0  | 24,0  | 124,0    | 15.      |

Női
| Versenyző                  | Versenyszám    | Futam  | Futam | Futam | Futam | Futam | Futam | Futam  | Pontszám | Helyezés |
| Versenyző                  | Versenyszám    | 1      | 2     | 3     | 4     | 5     | 6     | 7      | Pontszám | Helyezés |
| -------------------------- | -------------- | ------ | ----- | ----- | ----- | ----- | ----- | ------ | -------- | -------- |
| Debbie Jarvis Sue Hay-Carr | 470-es osztály | (28,0) | 15,0  | 21,0  | 11,7  | 11,7  | 20,0  | (28,0) | 107,4    | 15.      |

Nyílt
| Versenyző                                 | Versenyszám     | Futam | Futam | Futam  | Futam | Futam  | Futam | Futam  | Pontszám | Helyezés |
| Versenyző                                 | Versenyszám     | 1     | 2     | 3      | 4     | 5      | 6     | 7      | Pontszám | Helyezés |
| ----------------------------------------- | --------------- | ----- | ----- | ------ | ----- | ------ | ----- | ------ | -------- | -------- |
| Mike McIntyre Bryn Vaile                  | Csillaghajó     | 11,7  | 0,0   | 8,0    | 13,0  | (19,0) | 13,0  | 0,0    | 45,7     |          |
| Jeremy Newman Robert White                | Tornádó         | 18,0  | 13,0  | 10,0   | 11,7  | (30,0) | 11,7  | 5,7    | 70,1     | 8.       |
| Edward Leask Jeremy Richards Lawrie Smith | Soling          | 11,7  | 14,0  | 11,7   | 5,7   | 10,0   | 14,0  | (27,0) | 67,1     | 4.       |
| Neal McDonald Roger Yeoman                | Repülő hollandi | 18,0  | 17,0  | (27,0) | 11,7  | 13,0   | 3,0   | 10,0   | 72,7     | 6.       |

## Vívás
Férfi
| Versenyző                                                              | Versenyszám       | Selejtező | Selejtező | Selejtező | Selejtező | Selejtező | Selejtező | Főtábla                     | Főtábla           | Főtábla           | Vigaszág                                | Vigaszág                    | Vigaszág          | Vigaszág          | Negyeddöntő       | Elődöntő          | Döntő             | Helyezés |
| Versenyző                                                              | Versenyszám       | 1. kör | 1. kör    | 2. kör | 2. kör    | 3. kör | 3. kör    | 1. kör                      | 2. kör            | 3. kör            | 1. kör                                  | 2. kör                      | 3. kör            | 4. kör            | Negyeddöntő       | Elődöntő          | Döntő             | Helyezés |
| Versenyző                                                              | Versenyszám       | Ellenfél Eredmény | Hely.     | Ellenfél Eredmény | Hely.     | Ellenfél Eredmény | Hely.     | Ellenfél Eredmény           | Ellenfél Eredmény | Ellenfél Eredmény | Ellenfél Eredmény                       | Ellenfél Eredmény           | Ellenfél Eredmény | Ellenfél Eredmény | Ellenfél Eredmény | Ellenfél Eredmény | Ellenfél Eredmény | Helyezés |
| ---------------------------------------------------------------------- | ----------------- | --- | --------- | --- | --------- | --- | --------- | --------------------------- | ----------------- | ----------------- | --------------------------------------- | --------------------------- | ----------------- | ----------------- | ----------------- | ----------------- | ----------------- | -------- |
| Pierre Harper                                                          | Tőr, egyéni       | 3. csoport · Saqer Al-Surayei (KUW) · 5–1 · Leszek Bandach (POL) · 5–2 · Ko Nakcshun (Go Nak-Chun) (KOR) · 3–5 · Stefano Cerioni (ITA) · 4–5                                                              | 3.        | 6. csoport · Dave Littell (USA) · 3–5 · Emura Kódzsi (JPN) · 5–2 · Abdel Monem El-Husseini (EGY) · 4–5 · Borisz Koreckij (URS) · 1–5 · Laurent Bel (FRA) · 1–5            | 5.        | 8. csoport · Sergio Turiace (ARG) · 5–1 · Donnie McKenzie (GBR) · 5–3 · Csang Cse-cseng (Zhang Zhicheng) (CHN) · 0–5 · Érsek Zsolt (HUN) · 0–5                   | 3.        | Érsek Zsolt (HUN) · 5–10    |                   |                   | Marian Sypniewski (POL) · 10–9          | Philippe Omnès (FRA) · 6–10 | kiesett           | kiesett           | kiesett           | kiesett           | kiesett           | 23.      |
| Bill Gosbee                                                            | Tőr, egyéni       | 7. csoport · Alkindi (INA) · 5–0 · Roberto Lazzarini (BRA) · 5–1 · Dave Littell (USA) · 5–2 · Jesús Esperanza (ESP) · 5–3 · Aljakszandr Ramanykov (URS) · 2–5                                             | 2.        | 7. csoport · Ko Nakcshun (Go Nak-Chun) (KOR) · 3–5 · Peter Lewison (USA) · 5–4 · Ola Kajbjer (SWE) · 5–3 · Leszek Bandach (POL) · 5–4 · Philippe Omnès (FRA) · 2–5        | 3.        | 7. csoport · Lao Sao-pej (Lao Shaopei) (CHN) · 5–3 · Luc Rocheleau (CAN) · 5–4 · Leszek Bandach (POL) · 5–2 · Borisz Koreckij (URS) · 5–2                        | 1.        | Matthias Gey (FRG) · 7–10   |                   |                   | Luc Rocheleau (CAN) · 6–10              | kiesett                     | kiesett           | kiesett           | kiesett           | kiesett           | kiesett           | 26.      |
| Donnie McKenzie                                                        | Tőr, egyéni       | 9. csoport · Cseng Ming-hsziang (Yan Wing-Shean) (TPE) · 5–0 · Antônio Machado (BRA) · 5–2 · Kim Szungphjo (Kim Seung-Pyo) (KOR) · 5–2 · Szekeres Pál (HUN) · 5–2 · Borisz Koreckij (URS) · 2–5           | 2.        | 5. csoport · Luc Rocheleau (CAN) · 4–5 · Kanacu Josihiko (JPN) · 5–3 · Kim Szungphjo (Kim Seung-Pyo) (KOR) · 5–1 · İlqar Məmmədov (URS) · 4–5 · Bogusław Zych (POL) · 3–5 | 3.        | 8. csoport · Sergio Turiace (ARG) · 5–3 · Donnie McKenzie (GBR) · 5–3 · Csang Cse-cseng (Zhang Zhicheng) (CHN) · 2–5 · Érsek Zsolt (HUN) · 3–5                   | 4.        | İlqar Məmmədov (URS) · 5–10 |                   |                   | Liu Jün-hung (Liu Yunhong) (CHN) · 6–10 | kiesett                     | kiesett           | kiesett           | kiesett           | kiesett           | kiesett           | 30.      |
| John Llewellyn                                                         | Párbajtőr, egyéni | 10. csoport · Witold Gadomski (POL) · 3–5 · Tong King King (HKG) · 5–3 · Patrice Gaille (SUI) · 5–3 · Philippe Riboud (FRA) · 3–5                                                                         | 2.        | 10. csoport · Otto Drakenberg (SWE) · 5–3 · Mohamed Al-Hamar (KUW) · 5–1 · Stefano Pantano (ITA) · 5–4 · Ludomir Chronowski (POL) · 4–5                                   | 2.        | 2. csoport · Joaquin Pinto (COL) · 4–5 · Antônio Machado (BRA) · 5–3 · Stéphane Ganeff (NED) · 3–5 · Witold Gadomski (POL) · 5–5 · Torsten Kühnemund (GDR) · 0–5 | 5.        | kiesett                     | kiesett           | kiesett           | kiesett                                 | kiesett                     | kiesett           | kiesett           | kiesett           | kiesett           | kiesett           | 40.      |
| Hugh Kernohan                                                          | Párbajtőr, egyéni | 13. csoport · Saleh Sultan Farhan Faraj (BRN) · 5–4 · Khaled Jahrami (KUW) · 5–3 · Michel Dessureault (CAN) · 3–5 · Johannes Nagele (AUT) · 2–5 · Stefano Pantano (ITA) · 3–5                             | 4.        | 3. csoport · Arwin Kardolus (NED) · 5–0 · Douglas Fonseca (BRA) · 3–5 · Sandro Cuomo (ITA) · 1–5 · Witold Gadomski (POL) · 0–5                                            | 5.        | kiesett | kiesett   | kiesett                     | kiesett           | kiesett           | kiesett                                 | kiesett                     | kiesett           | kiesett           | kiesett           | kiesett           | kiesett           | 49.      |
| Mark Slade                                                             | Kard, egyéni      | 3. csoport · Percival Alger (PHI) · 5–4 · Csia Kuj-hua (Jia Guihua) (CHN) · 4–5 · Jean-Paul Banos (CAN) · 2–5 · Philippe Delrieu (FRA) · 3–5 · Gedővári Imre (HUN) · 0–5 · Vaszil Etropolszki (BUL) · 0–5 | 6.        | kiesett | kiesett   | kiesett | kiesett   | kiesett                     | kiesett           |                   | kiesett                                 | kiesett                     |                   |                   | kiesett           | kiesett           | kiesett           | 34.      |
| Tony Bartlett Jonathan Davis Bill Gosbee Pierre Harper Donnie McKenzie | Tőr, csapat       | 1. csoport · NDK (GDR) · 3–9 · Kína (CHN) · 7–9 · Kuvait (KUW) · 9–5 | 3.        | |           | |           |                             |                   |                   |                                         |                             |                   |                   | kiesett           | kiesett           | kiesett           | 10.      |

Női
| Versenyző                                                              | Versenyszám | Selejtező | Selejtező | Selejtező | Selejtező | Selejtező | Selejtező | Főtábla           | Főtábla           | Vigaszág          | Vigaszág          | Negyeddöntő       | Elődöntő          | Döntő             | Helyezés |
| Versenyző                                                              | Versenyszám | 1. kör | 1. kör    | 2. kör | 2. kör    | 3. kör | 3. kör    | 1. kör            | 2. kör            | 1. kör            | 2. kör            | Negyeddöntő       | Elődöntő          | Döntő             | Helyezés |
| Versenyző                                                              | Versenyszám | Ellenfél Eredmény | Hely.     | Ellenfél Eredmény | Hely.     | Ellenfél Eredmény | Hely.     | Ellenfél Eredmény | Ellenfél Eredmény | Ellenfél Eredmény | Ellenfél Eredmény | Ellenfél Eredmény | Ellenfél Eredmény | Ellenfél Eredmény | Helyezés |
| ---------------------------------------------------------------------- | ----------- | --- | --------- | --- | --------- | --- | --------- | ----------------- | ----------------- | ----------------- | ----------------- | ----------------- | ----------------- | ----------------- | -------- |
| Liz Thurley                                                            | Tőr, egyéni | 6. csoport · Andrea Piros (SUI) · 5–4 · Thalie Tremblay (CAN) · 5–4 · Isabelle Spennato (FRA) · 5–1 · Elisabeta Guzganu-Tufan (ROU) · 5–4                       | 1.        | 4. csoport · Jacynthe Poirier (CAN) · 2–5 · Csu Csing-jüan (Zhu Qingyuan) (CHN) · 5–4 · Fiona McIntosh (GBR) · 5–3 · Stefanek Gertrúd (HUN) · 5–0 · Caitlin Bilodeaux (USA) · 2–5    | 3.        | 4. csoport · Isabelle Spennato (FRA) · 1–5 · Jolanta Królikowska (POL) · 5–2 · Stefanek Gertrúd (HUN) · 5–3 · Zita-Eva Funkenhauser (FRG) · 3–5 · Caitlin Bilodeaux (USA) · 4–5 | 5.        | kiesett           | kiesett           | kiesett           | kiesett           | kiesett           | kiesett           | kiesett           | 17.      |
| Fiona McIntosh                                                         | Tőr, egyéni | 5. csoport · Pak Unhi (Park Eun-Hui) (KOR) · 5–3 · Agnieszka Dubrawska (POL) · 4–5 · Szun Hung-jün (Sun Hongyun) (CHN) · 1–5 · Anja Fichtel-Mauritz (FRG) · 1–5 | 4.        | 4. csoport · Csu Csing-jüan (Zhu Qingyuan) (CHN) · 5–2 · Jacynthe Poirier (CAN) · 5–3 · Liz Thurley (GBR) · 3–5 · Stefanek Gertrúd (HUN) · 4–5 · Caitlin Bilodeaux (USA) · 1–5       | 4.        | 2. csoport · Madeleine Philion (CAN) · 3–5 · Sabine Bau (FRG) · 3–5 · Jelena Glikina (URS) · 0–5 · Dorina Vaccaroni (ITA) · 2–5 · Sin Szongdzsa (Sin Seong-Ja) (KOR) · 1–5      | 6.        | kiesett           | kiesett           | kiesett           | kiesett           | kiesett           | kiesett           | kiesett           | 24.      |
| Linda Ann Martin                                                       | Tőr, egyéni | 2. csoport · Andrea Chaplin (AUS) · 5–2 · Sharon Monplaisir (USA) · 4–5 · Jánosi Zsuzsa (HUN) · 2–5 · Laurence Modaine-Cessac (FRA) · 4–5                       | 4.        | 3. csoport · Sharon Monplaisir (USA) · 5–2 · Sin Szongdzsa (Sin Seong-Ja) (KOR) · 4–5 · Jánosi Zsuzsa (HUN) · 2–5 · Dorina Vaccaroni (ITA) · 3–5 · Tatyjana Szadovszkaja (URS) · 3–5 | 5.        | kiesett | kiesett   | kiesett           | kiesett           | kiesett           | kiesett           | kiesett           | kiesett           | kiesett           | 28.      |
| Ann Brannon Linda Ann Martin Fiona McIntosh Linda Strachan Liz Thurley | Tőr, csapat | 1. csoport · NSZK (FRG) · 3–9 · Egyesült Államok (USA) · 6–9 | 3.        | |           | |           |                   |                   |                   |                   | kiesett           | kiesett           | kiesett           | 11.      |